# ويليام سميث (سياسي أمريكي مواليد 1762)
ويليام سميث (بالإنجليزية: William Smith)‏ هو قاضي ومحامي وسياسي أمريكي، ولد في 1762 في كارولاينا الشمالية في الولايات المتحدة، وتوفي في 26 يونيو 1840 في هنتسفيل في الولايات المتحدة. نشط حزبياً في الحزب الجمهوري الديمقراطي والحزب الديمقراطي. وقد انتخب عضو مجلس الشيوخ الأمريكي.